# Schafstedt
Schafstedt település Németországban, Schleswig-Holstein tartományban. Lakosainak száma 1318 fő (2023. december 31.).

## Népesség
A település népességének változása:
| Lakosok száma | 1203 | 1254 | 1262 | 1299 | 1302 | 1318 |
|               | 1975 | 2017 | 2019 | 2021 | 2022 | 2023 |